# Dagmar Andrtová (album)
Dagmar Andrtová (1996) je živé album Dagmar Andrtové-Voňkové. Obsahuje osm autorských písniček a píseň Makovice, která má lidový text.
Album obsahuje nahrávky z koncertu z festivalu v dánském Skagenu z roku 1987 a je doplněné dvěma skladbami ze singlu z roku 1987 (1, 9). Tyto dvě skladby nahrané ve studiu "V" ve Zlíně pod hudební i zvukovou režií Ivo Viktorina vyšly i na CD Golden Gate: The Magician of Guitar from Prague I. v roce 1995 v Japonsku a na 2CD Milí moji (2004).
Sleeve-note k albu napsal Jiří Černý.

## Seznam písní
1. Duj, větříčku – 6:12
2. Zpěv – 3:30
3. Ej, sluníčko – 6:34
4. Makovice – 3:22
5. Grumle – 1:12
6. Jablíčko – 6:10
7. Skočila panna z věže – 6:54
8. Cikánská koncovka – 1:49
9. Holoubek – 4:30

## Nahráli
- Dagmar Andrtová-Voňková – zpěv, kytary, kytara-smyčec, grumle, flétna "koncovka"
- Ivo Viktorin – syntezátor (1, 9)